# Франк (грошова одиниця)
Франк (фр. franc) — історична французька монета XIV—XVII сторіч. Пізніше — грошова одиниця Франції, Бельгії, Люксембургу (до переходу на євро), а також Швейцарії та деяких інших держав.

## Французька історична монета

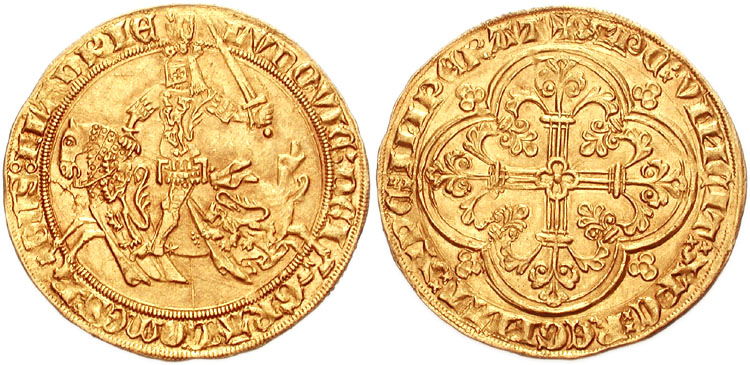
«Франк верхи» 1360 року

Спочатку франком називалась золота французька монета.
Вперше викарбувана в 1360 році для сплати викупу з полону короля Іоанна Доброго, що знаходився чотири роки в полоні у англійців після битви при Пуатьє (1356). Це був так званий «франк верхи» — монета з зображенням на аверсі короля на коні з піднятим мечем. Франк з чистого золота (майже 1000-на проба) вагою 3,885 г був прирівняний до одного турського лівра (фр. livre tournois) = 20 солей турських = 240 деньє.
Існують різні погляди з приводу появи назви грошової одиниці «франк»: за однією з версій, назва походить від лат. francorum rex — «Король франків»; за іншою версією, назва походить від фр. franc, що перекладається як «вільний» чи «справжній», «автентичний», «щирий».
За Карла V (1365—1380) одночасно з випуском «кінного франка» почали карбувати золоту монету «піший франк» (за зображенням на аверсі короля, що стоїть). Вона важила трохи менше «кінного франка» (3,824 г).
Випуск золотого франка продовжується до царювання Людовика XI (1461—1483), коли його заступив золотий екю.
В 1575 році був випущений перший срібний франк вагою 14,188 г. Дотепер франк прирівнюється до 1 лівра = 20 солей = 240 деньє, тобто служив грошово-рахунковою одиницею. Внаслідок псування монет в 1586 році випуск франка був припинений, однак карбування срібних монет півфранка і 1/4 франка тривало до 1642 року. Франки випускали з срібла 833-ї проби (на відміну від екю, що карбувались зі срібла 917-ї проби).
В середині XVII століття, в час царювання Людовика XIII, срібний франк був остаточно витіснений срібним екю.

## Французький франк Нового часу

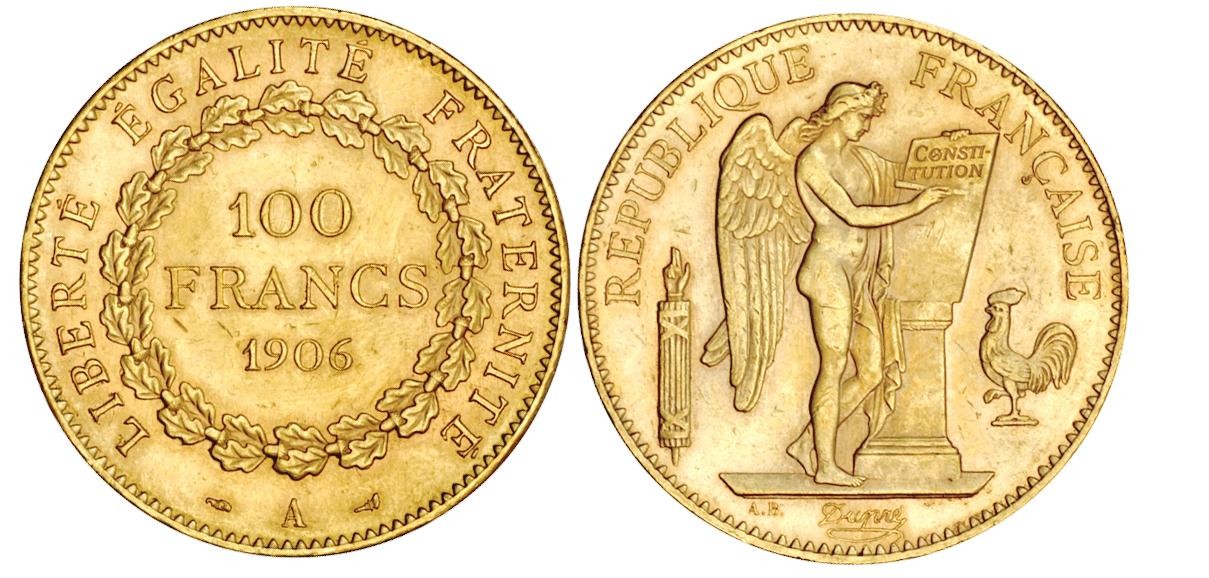
Золота монета 100 франків 1906 р.

Після Французької революції в 1795 році попередня монета система луїдор (основна золота монета) — екю (основна срібна монета) — ліард (найдрібніша мідна монета Франції) була змінена десятковою системою 1 франк = 10 децимів = 100 сантимів. Франк змінив лівр як основний розрахунковий засіб.
Монета номіналом 1 франк випускалась вагою близько 5 г (вміст срібла 4,5 г).
Спочатку карбували монети номіналом в 5 франків, 2 франка, 1 франк, а також 1/2 і 1/4 франка. Пізніше випускали золоті монети в 100, 50, 40, 20, 10 і 5 франків.
У 1803 році був встановлений стандарт золотого вмісту франка (так званий «франк жерміналь») = 0,2903 г.
У XIX столітті золотий французький франк став еталоном для грошових одиниць держав, які приєдналися до так званого Латинського монетного союзу (1865—1927):
- Бельгії (бельгійський франк)
- Італії (італійська ліра)
- Швейцарії (швейцарський франк)
- Люксембурга (люксембурзький франк).

В 1868 році до нього приєднались Греція (драхма).
Багато держав приєднались до союзу на основі двосторонніх угод, в тому числі:
- Австро-Угорщина (крона)
- Росія (рубль)
- Іспанія (песета)
- Болгарія (лев)
- Румунія (лей)

і деякі інші держави.
В роки Першої світової війни Франція зупинила випуск срібних і золотих монет, потім вона карбувала монети з сплавів з бронзи і алюмінію в 2, 1 і 1/2 франка.

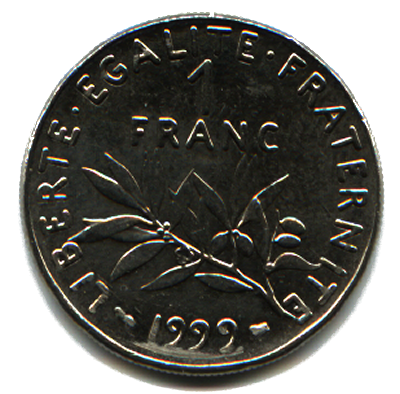
Французький франк 1999 року

В роки Другої світової війни фашистська Франція випускала свої франки, прив'язані до німецької рейхсмарки.
Після звільнення (1944) в Франції спочатку ходили американські франки, потім вони були змінені національною валютою.
В 1960 році в зв'язку з інфляцією був введений новий франк, що дорівнював 100 старих франків. Деякий час на банкнотах писали «новий франк» (nouveau franc).
Нові франки в Франції були змінені євро в 1999 році; в 2002 році сталась зміна монет і банкнот.

## Грошова одиниця інших держав
Французький франк справив великий вплив на грошові одиниці ряду держав — колишніх колоній Франції.
Назва франк отримав грошові одиниці багатьох держав: Бурунді, Гвінеї, Джибуті, Руанди, Демократичної Республіки Конго, Мадагаскара, Коморських островів.
Грошова одиниця групи африканських держав називається франк КФА.
Грошова одиниця деяких держав Океанії (колишніх французьких колоній в Тихому океані) — франк КФП.